# Польське ревматологічне товариство
Польське ревматологічне товариство (пол. Polskie Towarzystwo Reumatologiczne) — польське наукове товариство, засноване в 1930 році під назвою Польське товариство боротьби із ревматизмом (пол. Polskie Towarzystwo do Walki z Reumatyzmem). Під діючою назвою Товариство функціонує з 1945 року.

## Опис діяльності
Відповідно до Статуту, метою створення і діяльності даного Товариства є:
- підтримка розвитку ревматології;
- популяризація знань в галузі ревматології;
- безперервне підвищення кваліфікації фахівців-ревматологів, а також укріплення їхнього професійного середовища і представлення кола їхніх інтересів[1].

Конкретними цілями діяльності Товариства є:
- поширення науки і її прогресу серед лікарів та інших працівників системи охорони здоров'я, а також пацієнтів;
- співробітництво з навчальними закладами медичного профілю щодо післядипломної освіти лікарів, зокрема участь в процесі навчання і перевірки знань та навичок фахівців-ревматологів;
- співучасть у розробці методики викладання ревматології в вузах;
- співпраця з органами державної влади, місцевого самоврядування та охорони здоров'я, засобами масової інформації;
- дотримання і поширення принципів медичної деонтології;
- заохочення фахівців-ревматологів за наукові дослідження, шляхом організації конкурсів і присудження премій за роботи або заходи, що мають особливе значення в галузі ревматології;
- поширення сучасних досягнень ревматології;
- участь у відборі керівних кадрів у ревматологічних медичних установах;
- співпраця з польськими та міжнародними профільними організаціями[1].

### Склад
До складу Товариства входять 15 регіональних філій і 7 наукових секцій.

### Міжнародна співпраця
Товариство активно співпрацює з профільними міжнародними науковими організаціями, є членом Європейської антиревматичної ліги (англ. European League Against Rheumatism (EULAR)).

### Сьогодення
Почесними членами Товариства є видатні ревматологи з різних країн, у тому числі Анатолій Нестеров, Валентина Насонова та інші.
Головою Товариства є доктор медичних наук, професор Марек Бжоско.
Актуальна інформація про діяльність Товариства публікується на сайті www.reumatologia.ptr.net.pl.